# Kalisuren
Kalisuren is een bestuurslaag in het regentschap Bogor van de provincie West-Java, Indonesië. Kalisuren telt 16.538 inwoners (volkstelling 2010).